# Elbert megye (Colorado)
Elbert megye az Amerikai Egyesült Államokban, azon belül Colorado államban található. Megyeszékhelye Kiowa, legnagyobb városa Elizabeth. Lakosainak száma 26 062 fő (2020. április 1.).

## Szomszédos megyék
- Arapahoe megye (észak)
- Lincoln megye (kelet)
- El Paso megye (dél)
- Douglas megye (nyugat)

## Népesség
A megye népességének változása:
| Lakosok száma | 23 091 | 23 273 | 23 415 | 23 733 | 24 735 | 26 062 |
|               | 2010   | 2011   | 2012   | 2013   | 2015   | 2020   |